# Atracis crenata
Atracis crenata är en insektsart som beskrevs av Medler 1991. Atracis crenata ingår i släktet Atracis och familjen Flatidae. Inga underarter finns listade i Catalogue of Life.